# Jawad Abdelmoula
Jawad Abdelmoula (* 18. Februar 1994 in Angers) ist ein Duathlet und Triathlet aus Marokko und amtierender afrikanischer Triathlon-Meister (2022).

## Werdegang
Jawad Abdelmoula war als Jugendlicher im Schwimmsport aktiv.
Im November 2021 wurde er Sechster in Spanien bei der Duathlon-Weltmeisterschaft.
Im September 2022 wurde der für Marokko startende Jawad Abdelmoula Afrika-Meister im Triathlon.
Aktuell liegt der 28-Jährige in der Gesamtwertung der Weltmeisterschaftsrennserie 2022 auf dem elften Rang (Stand November 2022).
Jawad Abdelmoula lebt in Rennes.

## Sportliche Erfolge
| Datum/Jahr    | Rang | Wettbewerb                                     | Austragungsort | Zeit     | Bemerkung                                                                             |
| ------------- | ---- | ---------------------------------------------- | -------------- | -------- | ------------------------------------------------------------------------------------- |
| 6. Nov. 2022  | 25   | ITU World Championship Series 2022             | Bermuda        | 01:51:57 |                                                                                       |
| 25. Sep. 2022 | 2    | ATU Triathlon African Championship Mixed Relay | Agadir         | 01:43:44 | Afrika Vize-Meister im Mixed Team, mit Ghizlane Assou, Badr Siwane und Islam Bkhibkhi |
| 24. Sep. 2022 | 1    | ATU Triathlon African Championships            | Agadir         | 01:49:25 | Afrika-Meister                                                                        |
| 9. Juli 2022  | 3    | ITU World Championship Series 2022             | Hamburg        | 00:53:26 |                                                                                       |
| 25. Juni 2022 | 8    | ITU World Championship Series 2022             | Montreal       | 00:22:13 |                                                                                       |
| 17. Apr. 2022 | 1    | ETU Europe Triathlon Cup                       | Yenişehir      | 00:51:10 | [ 3 ]                                                                                 |
| 26. Nov. 2021 | 1    | Asia Triathlon Cup                             | Doha           | 01:42:48 |                                                                                       |
| 30. Okt. 2021 | 1    | ITU World Triathlon Cup                        | Tongyeong      | 00:51:43 |                                                                                       |

| Datum/Jahr   | Rang | Wettbewerb                       | Austragungsort | Zeit     | Bemerkung                      |
| ------------ | ---- | -------------------------------- | -------------- | -------- | ------------------------------ |
| 6. Nov. 2021 | 6    | ITU Duathlon World Championships | Aviles         | 01:47:09 | ITU Weltmeisterschaft Duathlon |

(DNF – Did Not Finish)